# Jurassic Tiger
Pour plus de détails, voir Fiche technique et Distribution.
Jurassic Tiger (Sabretooth en VO) est un téléfilm américain réalisé par James D. R. Hickox et diffusé sur Syfy le 16 novembre 2002.

## Synopsis
Un groupe de scientifiques utilise un fossile contenant de l'ADN appartenant à un prédateur préhistorique; à savoir le tigre à dents-de-sabre. La créature, malheureusement, s'enfuit du laboratoire où elle a été créée et tue sauvagement des gens lors de sa fuite dans un parc sauvage naturel...

## Fiche technique
- Titre original : Sabretooth
- Titre français : Jurassic Tiger
- Réalisateur : James D. R. Hickox
- Scénariste : Tom Woosley d'après une idée de Scott Vandiver
- Musique : Igor Khoroshev
- Photographe : Christopher C. Pearson
- Montage : Matthew Booth
- Création des décors : Yuda Acco
- Direction artistique : Brad Douglas
- Création des costumes : True Cross
- Maquillages spéciaux : Brian Wade
- Supervision des effets visuels : Brian Wade
- Producteurs : Phil Botana et Scott Vandiver
- Coproducteurs : Seth Willenson et Forrest Sloan Wright
- Producteurs associés : Sean O'Neal et Jeffrey A. Shuken
- Coproducteurs exécutifs : Kirk Friedman, Richard Houghton et Terry Kennedy
- Sociétés de production : International Film Group et Sabretooth Productions Inc.
- Société de distribution : International Film Group
- Ratio écran : 1,33:1
- Image : Couleurs
- Son : Stéréo
- Pays :  États-Unis
- Langue : anglais
- Genre :  Science-fiction, horreur
- Durée : 120 minutes
- Année de sortie : 2002 aux  États-Unis

## Distribution
- David Keith : Bob Thatcher
- Vanessa Angel : Catherine
- John Rhys-Davies : Anthony
- Jenna Gering : Casey
- Josh Holloway : Trent Parks
- Lahmard J. Tate : Leon
- Nicole Tubiola : Lola
- Phillip Glasser : Jason
- Steffanie Busey : Kara
- Allie Moss : Amanda
- Todd Jensen : Sean
- Kelly Nelson : Billy